# Томас Пінчон
Томас Раґлз Пінчон (англ. Thomas Ruggles Pynchon, Jr., 8 травня 1937) — американський письменник, відомий своїми складними прозовими творами, представник постмодернізму. Після опублікування декількох оповідань в 1950-х і 1960-х роках він почав писати романи, завдяки яким став відомим. Твори Пінчона написані з використанням багатьох стилів і на різноманітну тематику, включаючи мотиви з історії, природничих наук і математики. Письменник відомий тим, що не з'являється на публіці, зокрема колись була опублікована тільки незначна кількість його фотографій (7), і точне місце його проживання не відоме.

## Біографія
Томас Пінчон народився 8 травня 1937 року у містечку Ґлен-Коув на північному березі Лонг-Айленду, штат Нью-Йорк.
Пінчон — син дрібного службовця, але корінням рід сягав часів першопоселенців — один із його предків був прототипом готорнівського судді Пінчона («Будинок на сім фронтонів»). Закінчивши школу 1953 року Пінчон вступив до Корнелльського університету, де вивчав прикладну фізику. На другому курсі він залишає університет і йде служити у Військово-морські сили США. Повернувшись до Корнеллу 1957 року, Пінчон змінює свою спеціальність на англійську літературу. Можливо, він відвідував лекції Володимира Набокова, що викладав там цього часу, проте в одному зі своїх інтерв'ю Набоков стверджував, що не пам'ятає такого студента. Пінчон жив у Гринвіч-Віллидж, у Мексиці, доки не переїхав до Філадельфії. 3 1960 по 1962 рік працював у Сіетлі на корпорацію «Боїнг», займаючись створенням технічної документації.

## Творчість

### Ентропія
Опубліковано 1960 року.
Лютий 1957 року, Вашингтон — час і місце дії «Ентропії» — чітко визначено. В «Ентропії», як у вертепі, дія відбувається одночасно на двох поверхах новелістичної сцени. Як і належить за традицією, «внизу» ставиться «низька комедія»: йде сорокова година вечірки у Мітбола Малліґана, котрий готується змінити помешкання. У нього зібралися музиканти, студенти, інтелектуали, компанія поповнюється сусідою-приятелем програмістом Сеулом, а ще матросами, які вважають, що прийшли у бордель… Типова «party» більш нагадує божевільню.
Над усім цим розгулом інтелектуал Каллісто сім років вибудовував оранжерею, старанно оберігаючи подих свій і своєї дівчини Обад, напівфранцуженки-напіванамітки, котра з ним живе, від зовнішнього хаосу. Але в цьому замкненому витонченому просторі бракує повітря. Гине пташеня, яким так опікується Каллісто, а Обад, дитя природи і гармонії, розбиває шибку вікна… Вулиця, хаос вриваються у штучну атмосферу оранжереї. Тільки ж і надворі змінюється погода, а температура залишається сталою. Отже, ентропія насувається як неминучість. Фінал підсумовує заявлене епіграфом з «Тропіка Рака» Г. Міллера: «Щойно Борис ознайомив мене зі своїм прогнозом. Він завбачує погоду. Погода не поліпшиться, сказав Борис. Побільшає стихійних лих, смертей, додасться розпачу. Ніщо і ніде не вказує бодай на якісь зміни… Зостається іти в ногу, разом, рівним кроком до в'язниці смерті. Погода не зміниться».
Після «Ентропії» писав романи. Три з них — «V» (1963), «Виголошується лот 49» («The Crying of Lot 49», 1966), «Райдуга земного тяжіння» («Gravity Rainbow», 1973) були високо оцінені американською критикою. У наступному, написаному після тривалої перерви, романі «Вайнленд» («Vineland», 1990) автор намагається відновити бурхливі шістдесяті з дистанції часу. Останній — «Мейсон і Діксон» («Mason & Dixon», 1997) інтерпретується як традиційний.

### «V»
Назва першого роману — «V» — неоднозначна. Це і сексуальний символ, і символ Венери, а також ініціал жінки, котра, імовірно, була матір'ю одного з головних героїв — інтелектуала Стенсіла. Адже з паперів, що залишилися після смерті його батька, відомо, що їхні життєві шляхи неодноразово перехрещувалися. Тож герой вирушає на фантастичні пошуки її слідів, які й відбуваються у різних часових прошарках, у різних сторонах світу і в різних історичних ракурсах. Урешті-решт вдається «реконструювати» образ V з різних жіночих персонажів, один з яких, вмираючи, розпадається… на механічні частини.
Паралельно існує інша лінія, лінія простака Бені Профейна, чиє життя минає в Америці середини XX ст. І якщо перша лінія побудована як мозаїка з пікаресок, через яку показано псевдогероїзм і трагізм людської історії, то друга характеризується точністю реалій, що поєднується з гротеском і фантазією, вона відтворює Америку близькою до її змалювання бітниками, зокрема Дж. Керуаком.
Провідний мотив роману — пошуки особистістю своєї ідентичності. Адже на пошуки V Стенсіла штовхає палке бажання віднайти власне коріння, свій генетичний код. Мотив визначення стрижня людської особистості звучить у багатьох трагікомічних сценах роману, пов'язаних, зазвичай, із Бені Профейном. Це, скажімо, його дружба з Роботами або епізод, коли приятелька Бена звертається до хірурга з проханням змінити форму її носа… Власне, пошукам сутності особистості відведено об'ємний простір, у якому передається американське mid-century. Але час від часу на поверхню проступає інший пласт реальності — трагічні минулі часи депресії, долі убогих, безробітних, злиденних. Слід зазначити, що тональність оповіді в цих епізодах значно м'якша, делікатніша, більш гуманна.

### Виголошення лоту 49
У романі «Виголошення лоту 49» дія також відбувається в Америці середини XX ст., і реальні прикмети часу описано детально: індустріалізація, омасовлення, наркоманія… Едіпа Маас — героїня цього роману — після смерті свого колишнього коханця має стати розпорядником його спадщини, а отже, змушена вивчити його майнові справи. Зовсім несподівано для себе вона виявляє, що небіжчик володів якоюсь незвичайною поштовою організацією, коріння якої проростає з європейського середньовічного ґрунту. Перебазувавшись у сучасну Америку, вона перетворилась на неофіційну службу психологічної допомоги. Отже, оповідь, у якій гротесково, фрагментарно, мозаїчно відтворюється картина Америки середини XX ст., поєднується з аксесуарами роману таємниць і жахів. Із хаосу, із нагромадження жахливих і загадкових подій вибудовується образ Америки поодиноких, потерпаючих від самотності людей, де психоаналітик так само необхідний, як і дантист, де лише параноїки здатні до спілкування, де служба рятування від самогубства вкрай необхідна. У порівнянні з такою реальністю готичні жахи, що насичують шекспірівську п'єсу, яку дивиться Едіпа на сцені театру, видаються дещо шаржованими дитячими пригодами. Автор проводить свою інфантильну героїню (жіночий варіант «невинного Адама») в пошуках засобів комунікації через сторіччя, через усю історію європейської цивілізації і виявляє єдиний можливий вид комунікації — параною.

### Веселка тяжіння
Провідна сюжетна нитка тримається на павловській теорії умовних рефлексів. Герой «Веселки тяжіння» Слотроп з дитинства став піддослідним хіміків і психіатрів (під час депресії доведені до відчаю батьки змушені були продати вченим дозвіл на формування сексуальних інстинктів хлопця залежно від траєкторій руху ракет «Фау-11»). Таким чином, вже сама науково-фантастична першооснова роману прокреслює тему надзвичайної ваги: характер взаємин особистості та системи, при якому індивідуум виявляється органічно залежним від волі інших, стає просто-таки вписаним, вмонтованим у технічний комплекс. Автор проводить героя крізь величезну кількість різноманітних пригод, авантюр, акцій, участю в яких Слотроп намагається звільнитися, вийти за межі запрограмованої ролі. Він активно пересувається в просторі (дія відбувається у Штатах, Англії, Франції, Німеччині, радянському Казахстані, під водою і над землею), намагається змінити не лише документи, а й ім'я, образ, ховаючись під маскою свині. (Свиня — постійний пінчонівський образ міщанства). Усі зусилля виявляються марними. Письменник проводить протагоніста через концентраційні табори, лабораторії хіміків, нарешті вміщує в Зону. Зона — то місце особливе. Перш за все тому, що тут виготовляють ті самі «Фау-11», до яких прив'язаний Слотроп, тобто виробляють смерть.
Провівши Слотропа крізь Армію, Зону, письменник дає йому змогу потрапити в коло безпосередніх винуватців війни — промислових магнатів. Остання частина книги називається «Сила, яка протидіє». «Їм» — світу організованого бізнесу — Пінчон протиставляє «нас» — індивідуумів, котрі захищають себе. Але марно. У кінці роману загинув не тільки Слотроп. Вибух ракети, яка потрапляє в кінотеатр у Лос-Анджелесі, де «прив'язаний» до неї герой дивиться фільм, означає катастрофу масштабнішу, символізує загибель усієї цивілізації, зникнення світу, який дійшов своєї межі, — ентропію.

### Винокрай
1990 року, після довгої паузи у творчості, вийшов роман «Винокрай». По суті твір є путівником з американської післявоєнної історії, написаним у неповторній манері письменника, насичений сюрреалістичними ситуаціями, роздумами про пригнічення особистості спецслужбами. Рух 60-х в романі зображений інфантильним та керованим ФБР, а його ідеям пророкував переродження в консерватизм 80-х років. Симпатії автора традиційно на боці одинаків.
У романі Пінчон демонструє талант сатирика. Сюрреалістичні вставки мають завдання висміяти отуплюване телебаченням та масовою культурою суспільство.
Роман називають вдалим сплавом сатири, «істеричного реалізму», політичного трилера та роздумів про Америку 60-80-х.

### Мейсон і Діксон

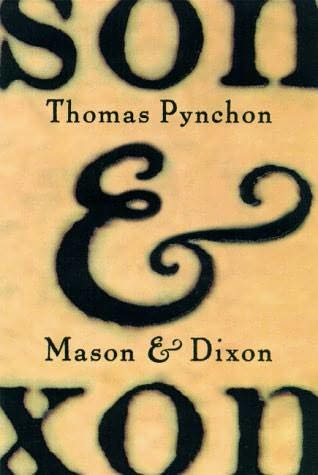
Обкладинка американського видання

Роман, написаний мовою XVIII сторіччя, є розповіддю про реальних людей (астроном Чарльз Мейсон й землемір Джеремія Діксон) та події (створення лінії «Мейсона-Діксона») Пінчон пропонує не стільки історичну хроніку, скільки фантазію на тему подій XVIII сторіччя. Автор дає нові трактовки образам Джорджа Вашингтона, Бенджаміна Франкліна, а також появі фаст-фуда, сект та поп-музики. Присутні передчування історичних катаклізмів (Війни за незалежність в США), химерні спецслужби США (за версією XVIII сторіччя), стосунки людей як протидія ворожій владі.

## На телебаченні
Найдовшим перебування письменника на телебаченні можна назвати участь Томаса Пінчона в озвучуванні самого себе в двох епізодах серіалу Сімпсони. Анонімність була збережена — персонаж письменника був зображений із пакетом на голові.

## Екранізації
- «Вроджена вада» (2014)
- «Одна битва за іншою» (2025)

## Твори
- V. (1963), одержав William Faulkner Foundation Award
- Виголошення лоту 49 The Crying of Lot 49 (1966), одержав Richard and Hilda Rosenthal Foundation Award (2016 року в київському «Видавництві Жупанського» вийшов український переклад[3])
- Веселка тяжіння Gravity's Rainbow (1973), одержав William Dean Howells Medal of the American Academy of Arts and Letters в 1975 (автор від нагороди відмовився) (Український переклад: Пінчон, Томас. Веселка тяжіння: Томас Пінчон; роман; пер. з англ. Тарас Бойко. — К.: Видавництво Жупанського, 2021. — 848 с.)[4].
- Нетямущий учень Slow Learner (1984), збірка вийшла в українському перекладі 2018 року в київському видавництві «Темпора»[5]

Українською ще перекладено оповідання: «Ентропія» (Вікно в світ. — 1999. — № 5. — С. 179–192. –  Перекладач М. Павлов);
«Смерть і милість у Відні» (Всесвіт. — 2015. — № 11–12. — С. 198—211. — Перекладач М.Нестелєєв)
- Винокрай Vineland (1990)
- Мейсон і Діксон Mason & Dixon (1997)
- Супротидення Against the Day (2006)
- Вроджена вада Inherent Vice (2009)
- Остання межа (рос. Край навылет) Bleeding Edge (2013)